# Menor (álgebra linear)
Em álgebra linear, um menor de uma matriz A é o determinante de alguma matriz quadrada, obtida a partir de A pela remoção de uma ou mais de suas linhas ou colunas. Menores obtidos pela remoção de exatamente uma linha e uma coluna de matrizes quadradas (primeiros menores) são requeridos para calcular cofatores de matrizes, que por sua vez, são úteis para calcular o determinante e a inversa de matrizes quadradas.

## Definição e ilustração

### Primeiros menores
Se A é uma matriz quadrada, então o menor da entrada na i-ésima linha e j-ésima coluna (também chamado de menor (i,j), ou de primeiro menor) é o determinante da submatriz formada ao eliminar a i-ésima linha e a j-ésima coluna. Este número é geralmente indicado por Mi,j. O cofator (i,j) é obtido multiplicando-se o menor por {\displaystyle (-1)^{i+j}.}
Para ilustrar essas definições, considere a seguinte matriz 3 por 3,
{\displaystyle {\begin{bmatrix}\,\,\,1&4&7\\\,\,\,3&0&5\\-1&9&\!11\\\end{bmatrix}}}
Para calcular o menor M23 e o cofactor C23, encontra-se o determinante da matriz que resulta ao remover a linha 2 e a coluna 3 da matriz acima.
{\displaystyle M_{23}=\det {\begin{bmatrix}\,\,1&4&\Box \,\\\,\Box &\Box &\Box \,\\-1&9&\Box \,\\\end{bmatrix}}=\det {\begin{bmatrix}\,\,\,1&4\,\\-1&9\,\\\end{bmatrix}}=(9-(-4))=13}
Assim, o cofator da entrada (2,3) é
{\displaystyle C_{23}=(-1)^{2+3}(M_{23})=-13.}

### Definição geral
Seja A uma matriz m × n e k um número inteiro com 0 < k ≤ m, e k ≤ n. Um menor k × k de A, também chamado de determinante menor de ordem k de A ou, se {\displaystyle m=n,} (n-k):ésimo determinante menor de A, frequentemente omitindo a palavra "determinante" e às vezes substituindo a palavra "ordem" por "grau", é o determinante de uma matriz k × k obtida de A eliminando m − k linhas e n − k colunas. Às vezes o termo é usado para se referir à matriz k × k obtida a partir de A como acima (excluindo m − k linhas e n − k colunas), mas ela deveria ser chamada apenas de submatriz (quadrada) de A, deixando o termo "menor" para se referir ao determinante desta matriz. Para uma matriz A como acima, há um total de {\displaystyle {m \choose k}\cdot {n \choose k}} menores de tamanho k × k. Um menor de ordem zero é muitas vezes definido como sendo 1. Para uma matriz quadrada, o zerésimo menor é apenas o determinante da matriz.
Sejam {\displaystyle 1\leq i_{1}<i_{2}<\ldots <i_{k}\leq m,} {\displaystyle 1\leq j_{1}<j_{2}<\ldots <j_{k}\leq n} sequências ordenadas (em ordem natural, como geralmente é assumido ao falar de menores, salvo indicação em contrário) de índices, e denote-as por {\displaystyle I} e {\displaystyle J,} respectivamente. O menor {\displaystyle \det \left((A_{i_{p},j_{q}})_{p,q=1,\ldots ,k}\right)} correspondente a estas escolhas de índices é denotado por {\displaystyle \det _{I,J}A} ou {\displaystyle [A]_{I,J}} ou {\displaystyle M_{I,J}} ou {\displaystyle M_{i_{1},i_{2},\ldots ,i_{k},j_{1},j_{2},\ldots ,j_{k}}} ou {\displaystyle M_{(i),(j)}} (em que o (i){\displaystyle (i)} denota a sequência de índices I{\displaystyle I,} etc.), dependendo da fonte. Também há dois tipos de notações usadas na literatura: por menor associado às sequências ordenadas de índices I e J, alguns autores querem dizer o determinante da matriz que é formada como acima, pegando os elementos da matriz original das linhas cujos índices estão em I e cujas colunas estão em J, enquanto que outros autores se referem a um menor associado a I e J como sendo o determinante da matriz formada a partir da matriz original removendo as linhas em I e as colunas em J. Deve-se sempre checar a fonte consultada para saber qual convenção é utilizada. Neste artigo, utiliza-se a definição inclusiva, escolhendo os elementos das linhas de I e colunas de J. A exceção é o primeiro menor ou o menor (i,j) descrito acima; neste caso, a notação exclusiva {\displaystyle M_{i,j}=\det \left(\left(A_{p,q}\right)_{p\neq i,q\neq j}\right)} é padrão em toda a literatura e também é usada neste artigo.

### Complemento
O complemento Bijk...,pqr..., de um menor, Mijk...,pqr..., de uma matriz quadrada, A, é formado pelo determinante da matriz A da qual todas as linhas (ijk...) e colunas (pqr...) associadas com Mijk...,pqr... foram removidas. O complemento do primeiro menor de um elemento aij é apenas esse elemento.

## Aplicações de menores e cofatores

### Expansão do determinante por cofatores
Os cofatores aparecem com destaque na fórmula de Laplace para a expansão de determinantes, que é um método para calcular grandes maiores determinantes em função de determinantes menores. Dado uma matriz {\displaystyle (a_{ij}),} de ordem {\displaystyle n\times n,} o determinante de A (representado por det(A)) pode ser escrito como a soma dos cofatores de qualquer linha ou coluna da matriz multiplicados pelas entradas que os geraram. Em outras palavras, a expansão por cofatores ao longo da jésima coluna é:
{\displaystyle \det(\mathbf {A} )=a_{1j}C_{1j}+a_{2j}C_{2j}+a_{3j}C_{3j}+...+a_{nj}C_{nj}=\sum _{i=1}^{n}a_{ij}C_{ij}}
A expansão por cofatores ao longo da iésima linha resulta em:
{\displaystyle \det(\mathbf {A} )=a_{i1}C_{i1}+a_{i2}C_{i2}+a_{i3}C_{i3}+...+a_{in}C_{in}=\sum _{j=1}^{n}a_{ij}C_{ij}}

### Inversa de uma matriz
Pode-se escrever a inversa de uma matriz invertível calculando-se os cofatores por meio da regra de Cramer, como segue. A matriz formada por todos os cofatores de uma matriz quadrada A é chamada de matriz de cofatores (também chamada de comatriz):
{\displaystyle \mathbf {C} ={\begin{bmatrix}C_{11}&C_{12}&\cdots &C_{1n}\\C_{21}&C_{22}&\cdots &C_{2n}\\\vdots &\vdots &\ddots &\vdots \\C_{n1}&C_{n2}&\cdots &C_{nn}\end{bmatrix}}}
Então a inversa de A é a transposta da matriz de cofatores vezes o recíproco do determinante de A:
{\displaystyle \mathbf {A} ^{-1}={\frac {1}{\operatorname {det} (\mathbf {A} )}}\mathbf {C} ^{\mathsf {T}}.}
A transposta da matriz de cofatores é chamada de matriz adjunta (também considerada como a adjunta clássica) de A.
A fórmula acima pode ser generalizada da seguinte forma: Sejam {\displaystyle 1\leq i_{1}<i_{2}<\ldots <i_{k}\leq n,} {\displaystyle 1\leq j_{1}<j_{2}<\ldots <j_{k}\leq n} sequências ordenadas (na ordem natural) de índices (aqui, A é uma matriz {\displaystyle n\times n}). Então
{\displaystyle [\mathbf {A} ^{-1}]_{I,J}=\pm {\frac {[\mathbf {A} ]_{J',I'}}{\det \mathbf {A} }},}
em que {\displaystyle I',J'} denotam as sequências ordenadas de índices (os índices estão na ordem natural de magnitude como acima) complementares a {\displaystyle I,J,} de modo que cada índice {\displaystyle 1,\ldots ,n} aparece exatamente uma vez em {\displaystyle I} ou em {\displaystyle I',} mas não em ambos (analogamente para {\displaystyle J} e {\displaystyle J'}) e {\displaystyle [\mathbf {A} ]_{I,J}} denota o determinante da submatriz de A formada escolhendo as linhas do conjunto {\displaystyle I} de índices e as colunas do conjunto {\displaystyle J} de índices. Além disso, {\displaystyle [\mathbf {A} ]_{I,J}=\det \left((A_{i_{p},j_{q}})_{p,q=1,\ldots ,k}\right).} Uma demonstração simples é dada em termos do produto wedge. De fato,
{\displaystyle [\mathbf {A} ^{-1}]_{I,J}(e_{1}\wedge \ldots \wedge e_{n})=\pm (\mathbf {A} ^{-1}e_{j_{1}})\wedge \ldots \wedge (\mathbf {A} ^{-1}e_{j_{k}})\wedge e_{i'_{1}}\wedge \ldots \wedge e_{i'_{n-k}},}
em que {\displaystyle e_{1},\ldots ,e_{n}} são os vetores da base. Fazendo a ação de {\displaystyle \mathbf {A} } comem ambos os membros, obtém-se
{\displaystyle [\mathbf {A} ^{-1}]_{I,J}\det \mathbf {A} (e_{1}\wedge \ldots \wedge e_{n})=\pm (e_{j_{1}})\wedge \ldots \wedge (e_{j_{k}})\wedge (\mathbf {A} e_{i'_{1}})\wedge \ldots \wedge (\mathbf {A} e_{i'_{n-k}})=\pm [\mathbf {A} ]_{J',I'}(e_{1}\wedge \ldots \wedge e_{n}).}
Pode-se verificar que o sinal é {\displaystyle (-1)^{\sum _{s=1}^{k}i_{s}-\sum _{s=1}^{k}j_{s}}} e é determinado pela soma dos elementos em {\displaystyle I,J.}

### Outras aplicações
Dada uma matriz m × n matriz com entradas reais (ou entradas em qualquer outro corpo) e posto r, então existe pelo menos um menor r × r não nulo, tal que todos os menores de ordem superior são nulos.
Será utilizada a seguinte notação para os menores: se A é uma matriz m × n, I é um subconjunto de {1,...,m} com k elementos e J é um subconjunto de {1,...,n} com k elementos, então escreve-se [A]I,J para indicar o menor k × k  de A que corresponde às linhas com o índice em I e as colunas com índice em J.
- Se I = J então [A]I,J é considerado um menor principal.
- Se a matriz que corresponde a um menor principal é uma parte quadrada da região superior esquerda da matriz maior (ou seja, é composta de elementos da matriz com linhas e colunas de 1 a k), então o menor principal é chamado de menor principal líder (de ordem de k) ou menor (principal) de canto (de ordem de k).[3] Para uma matriz quadrada n × n, existem n menores principais líderes.
- Um menor básico de uma matriz é o determinante de uma submatriz quadrada que é de tamanho maximal com determinante diferente de zero.[3]
- Para matrizes Hermitiana, os menores principais líderes podem ser usados para testar se a matriz é positiva definida e os menores principais podem ser usados para testar se é positiva semidefinida. Ver critério de Sylvester para mais detalhes.

Tanto a fórmula para amultiplicação matricial ordinária e a fórmula de Cauchy-Binet para o determinante do produto de duas matrizes são casos especiais do seguinte fato geral sobre os menores de um produto de duas matrizes.
Suponha que A é uma matriz m × n, B é uma matriz n × p, I é um subconjunto de {1,...,m} com k elementos e J é um subconjunto de {1,...,p}, com k elementos. Então
{\displaystyle [\mathbf {AB} ]_{I,J}=\sum _{K}[\mathbf {A} ]_{I,K}[\mathbf {B} ]_{K,J}}
em que a soma se estende sobre todos os subconjuntos K de {1,...,n} com k elementos. Esta fórmula é uma simples extensão da fórmula de Cauchy-Binet.

## Abordagem da álgebra multilinear
Em álgebra multilinear é dado um tratamento algébrico, mais sistemático, do conceito de menor usando produto wedge: os k-menores de uma matriz são as entradas na k-ésima aplicação potência exterior.
Se é feito um produto wedge com k colunas de uma matriz de cada vez, os menores k × k aparecem como as componentes dos k-vetores resultantes. Por exemplo, os menores 2 × 2 da matriz
{\displaystyle {\begin{pmatrix}1&4\\3&\!\!-1\\2&1\\\end{pmatrix}}}
são −13 (para as duas primeiras linhas), −7 (para a primeira e última linha), e 5 (para as duas últimas linhas). Agora, considere o produto wedge
{\displaystyle (\mathbf {e} _{1}+3\mathbf {e} _{2}+2\mathbf {e} _{3})\wedge (4\mathbf {e} _{1}-\mathbf {e} _{2}+\mathbf {e} _{3})}
em que as duas expressões correspondem às duas colunas de nossa matriz. Usando as propriedades do produto wedge, mais especificamente o fato dele de que ele é bilinear e que
{\displaystyle \mathbf {e} _{i}\wedge \mathbf {e} _{i}=0}
e
{\displaystyle \mathbf {e} _{i}\wedge \mathbf {e} _{j}=-\mathbf {e} _{j}\wedge \mathbf {e} _{i},}
a expressão pode ser simplificada para
{\displaystyle -13\mathbf {e} _{1}\wedge \mathbf {e} _{2}-7\mathbf {e} _{1}\wedge \mathbf {e} _{3}+5\mathbf {e} _{2}\wedge \mathbf {e} _{3}}
em que os coeficientes coincidem com os menores calculados anteriormente.

## Uma observação sobre as diferentes notações
Em alguns livros  é utilizado o termo adjunto em vez de cofator. Além disso, ele é indicado por Aij e definido da mesma forma que o cofator:
{\displaystyle \mathbf {A} _{ij}=(-1)^{i+j}\mathbf {M} _{ij}}
Usando esta notação, a matriz inversa é escrita desta forma:
{\displaystyle \mathbf {A} ^{-1}={\frac {1}{\det(A)}}{\begin{bmatrix}A_{11}&A_{21}&\cdots &A_{n1}\\A_{12}&A_{22}&\cdots &A_{n2}\\\vdots &\vdots &\ddots &\vdots \\A_{1n}&A_{2n}&\cdots &A_{nn}\end{bmatrix}}}
Tenha em mente que o adjunto não é a adjunta. Na terminologia moderna, a "adjunta" de uma matriz se refere mais frequentemente ao operador adjunto correspondente.